# Бабаево (Большесельский район)
Бабаево — деревня в Благовещенском сельском поселении Большесельского района Ярославской области.

## География
Деревня находится на юго-восток от районного центра Большое Село. Она стоит к западу от обширного района торфодобычи Варегово болото. Деревня находится на юго-западе относительно большого (для данной в целом лесной местности) поля, протянувшегося на 6 км от деревни Горки, расположенной на северо-запад от Андреевского до деревни Тиханово. Примерно в 2 км к востоку от деревни большой посёлок, который ранее назывался Посёлок №2 Вареговского торфопредприятия, а недавно переименован в Старое Варегово. Между посёлком и деревней к северо-востоку стоит деревня Шульгино, к югу от Бабаево — Синьково и юго-востоку Тиханово. К западу от деревни обширный заболоченный лесной массив   .

## История
Деревня Бабаева указана на плане Генерального межевания Борисоглебского уезда 1792 года. В 1825 Борисоглебский уезд был объединён с Романовским уездом. По сведениям 1859 года деревня относилась к Романово-Борисоглебскому уезду .

## Население
По данным статистического сборника «Сельские населенные пункты Ярославской области на 1 января 2007 года», в деревне Бабаево не числится постоянных жителей.